# Joseph Klausner

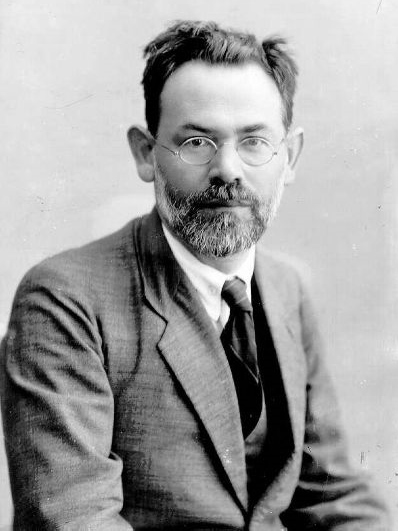
Joseph Klausner, um 1912

Joseph Gedalja Klausner (hebräisch יוֹסֵף גְּדַלְיָה קלַאוּזנֶר Jōsseph Gdaljah Qlāūsner; geboren 20. August 1874 in Olkeniki, russisches Gouvernement Wilna; gestorben 27. Oktober 1958 in Jerusalem) war ein russisch-israelischer Literaturwissenschaftler, Historiker und Religionswissenschaftler.

## Leben und Werk

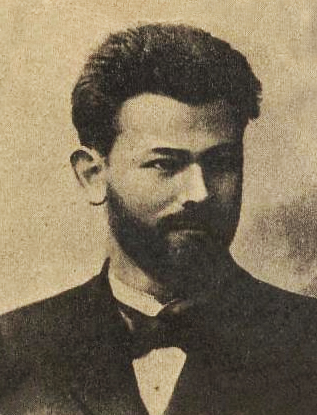
Joseph Klausner, 1910

Joseph Klausner wuchs in einem Dorf südwestlich von Wilna auf. 1885 zog seine Familie nach Odessa. Er besuchte dort eine Jeschiva, außerdem die Höhere Jüdische Bildungsanstalt (Высшее Еврейское Учебное Заведение). Dort schloss sich Klausner der Bewegung für die Wiederbelebung der hebräischen Sprache an. Von 1897 bis 1902 studierte er Philosophie und semitische Sprachen sowie Geschichte (bei Erich Marcks) an der Universität Heidelberg, wo er mit einer Dissertation über Die Messianischen Vorstellungen des jüdischen Volkes im Zeitalter der Tannaiten, kritisch untersucht und im Rahmen der Zeitgeschichte dargestellt zum Dr. phil. promoviert wurde. Anschließend ging er nach Warschau. Ab 1903 gab er die von Achad Haʿam 1896 gegründete hebräische Monatsschrift Ha-Schiloach heraus. In Warschau wie auch nach seiner Rückkehr nach Odessa unterrichtete er – vor allem in Abendkursen – Hebräisch, hebräische Literatur und jüdische Geschichte.
Klausner war ein überzeugter Zionist, der Theodor Herzl persönlich kennengelernt und am Ersten Zionistenkongress teilgenommen hatte. Dabei stand er der rechtszionistischen revisionistischen Strömung um Wladimir Jabotinsky nahe. 1912 besuchte er erstmals Palästina. 1919 wanderte er auf dem Schiff Ruslan dorthin aus und erhielt an der Hebräischen Universität in Jerusalem den Lehrstuhl für hebräische Literatur und später auch den für die Erforschung der Geschichte der Zeit des Zweiten Tempels. Er publizierte u. a. zur Haskala und zu Ha-Meʿassef (hebr. „der Sammler“), der ersten säkularen Zeitschrift in hebräischer Sprache, die seit 1783 in Königsberg in Preußen erschien. Seine Privatbibliothek umfasste 25.000 Bände.
Sein Haus in Talpiot und seine Bibliothek wurde bei den arabischen Aufständen 1929 weitgehend zerstört. Dies schreibt sein Großneffe Amos Oz in seinem autobiographischen Roman Eine Geschichte von Liebe und Finsternis, in dem drei Kapitel (9–11) „Onkel Joseph“ gewidmet sind. Zu seinem Nachbarn, dem bedeutenden hebräischen Schriftsteller Samuel Josef Agnon, bestand – Amos Oz zufolge – ein gespanntes Verhältnis.
1948 war er der Kandidat der Konservativen bei der Wahl des israelischen Staatspräsidenten, bei der er jedoch Chaim Weizmann unterlag.
Joseph Klausner war kein orthodoxer Jude, sondern eher ein nationalliberaler Zionist, hatte aber eine umfassende Kenntnis des Talmud und der gesamten hebräischen Literatur. Berühmt wurde er durch sein Buch Jesus von Nazareth und die Fortsetzung Von Jesus zu Paulus. Seine Position, dass Jesus ein jüdischer Reformer gewesen sei, der als überzeugter Jude gestorben sei, wurde von christlicher und jüdischer Seite – zum Teil scharf – angegriffen.
Er wurde im Friedhof Har HaMenuchot in Jerusalem beerdigt.

## Ehrungen
- Die Straße, in der er in Jerusalem zuletzt wohnte, wurde nach seinem Tod nach ihm benannt.[3]
- Im Jahre 1947 wurde Joseph Klausner in die American Academy of Arts and Sciences gewählt.[6]
- In Anerkennung seiner Verdienste gab der Staat Israel 1982 eine Gedenkmarke heraus.[7]

## Schriften

### Auf Deutsch
- Die Messianischen Vorstellungen des jüdischen Volkes im Zeitalter der Tannaiten kritisch untersucht und im Rahmen der Zeitgeschichte dargestellt. Verlag M. Poppelauer, Berlin 1904.

### In deutscher Übersetzung
- Geschichte der neuhebräischen Literatur. Deutsch herausgegeben von Hans Kohn. Jüdischer Verlag, Berlin 1921.
- Jesus von Nazareth: Seine Zeit, sein Leben und seine Lehre. Aus dem Hebräischen übersetzt von Walter Fischel. Jüdischer Verlag, Berlin 1930 (hebräischer Titel: Jeschuʿa haNozri).

### In englischer Übersetzung
- Menachem Ussischkin. His Life and Work. Published by the Joint Zionist Publication Committee, London o. J. (1944).